# Wolkrab
De wolkrab (Dromia personata) is een krab uit de familie Dromiidae (wol- of sponskrabben). De soort is zeer zeldzaam voor de Belgische kust en is in de Nederlandse wateren voor het eerst in augustus 2016 gezien.

## Anatomie
De wolkrab heeft een sterk gezwollen, ovale carapax, waarvan de lengte maximaal 50 mm bedraagt en de breedte 65 mm. De carapax en de pereopoden zijn bedekt met korte bruine haren. Deze krab draagt vaak een spons of een zakpijpenkolonie op zijn rugschild als camouflage. De schaarpoten zijn krachtig ontwikkeld en hebben typisch roze chelae (vingers van de schaarpoten). De twee laatste paar pereopoden zijn subchelaat.

## Verspreiding en ecologie
De wolkrab komt voor op stenige en rotsachtige bodems, vanaf de getijdenzone tot op 100 m diepte (meestal tussen 10 en 30 m). Het is een niet algemene Oost-Atlantische soort die gevonden wordt van de zuidelijke Noordzee zuidwaarts tot voor Senegal. Ze is ook gevonden voor de Canarische Eilanden, de Azoren, Madeira en in de Middellandse Zee.

De rugcamouflage zou een bescherming bieden tegen predatie door inktvissen (Ingle, 1983).

Er is weinig bekend over het dieet van de wolkrab.